# Amphoe Wang Nuea

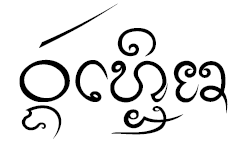
„Wang Nuea“ in Lanna-Schrift

Amphoe Wang Nuea (Thai อำเภอ วังเหนือ) ist der nördlichste Landkreis (Amphoe – Verwaltungs-Distrikt) der Provinz Lampang. Die Provinz Lampang liegt in der Nordregion von Thailand.

## Geographie
Wang Nuea liegt 108 Kilometer von der Provinzhauptstadt Lampang, aber nur 55 Kilometer von der Hauptstadt der Nachbarprovinz Phayao entfernt.
Benachbarte Landkreise (von Südosten im Uhrzeigersinn): die Amphoe Ngao, Chae Hom und Mueang Pan der Provinz Lampang, Wiang Pa Pao und Phan der Provinz Chiang Rai, sowie Mae Chai und Mueang Phayao der Provinz Phayao.
Der Mae Nam Wang (Wang-Fluss) fließt von Nord nach Süd durch den Landkreis.

## Geschichte
Der Name von „Wang Nuea“ war bis 1904 „Chae Hom“.
Wang Nuea wurde am 15. Mai 1938 als „Zweigkreis“ (King Amphoe) des Kreises Chae Hom eingerichtet.
1958 erhielt Wang Nuea den vollen Amphoe-Status.

## Sehenswürdigkeiten
- Ein Teil des Doi-Luang-Nationalparks (อุทยานแห่งชาติดอยหลวง) liegt im Landkreis. Der Park zieht sich vom Amphoe Phan der Provinz Chiang Rai bis hinunter zum Amphoe Mueang Phayao der Provinz Phayao.
- Der Wang-Kaeo-Wasserfall (น้ำตกวังแก้ว) ist der größte der Provinz, er liegt im südlichen Teil des Doi-Luang-Nationalparks. Das Wasser fällt über 110 Stufen in die Tiefe. Am höchsten Punkt liegen zwei Dörfer des Bergvolks der Yao.

## Verwaltung

### Provinzverwaltung
Der Landkreis Wang Nuea ist in acht Tambon („Unterbezirke“ oder „Gemeinden“) eingeteilt, die sich weiter in 80 Muban („Dörfer“) unterteilen.
| Nr. | Name          | Thai     | Muban | Einw.  |
| --- | ------------- | -------- | ----- | ------ |
| 01. | Thung Hua     | ทุ่งฮั้ว     | 12    | 05.615 |
| 02. | Wang Nuea     | วังเหนือ   | 09    | 07.109 |
| 03. | Wang Tai      | วังใต้     | 07    | 03.372 |
| 04. | Rong Kho      | ร่องเคาะ  | 17    | 10.230 |
| 05. | Wang Thong    | วังทอง    | 09    | 05.234 |
| 06. | Wang Sai      | วังซ้าย    | 10    | 05.078 |
| 07. | Wang Kaeo     | วังแก้ว    | 07    | 03.439 |
| 08. | Wang Sai Kham | วังทรายคำ | 09    | 04.171 |

### Lokalverwaltung
Es gibt zwei Kommunen mit „Kleinstadt“-Status (Thesaban Tambon) im Landkreis:
- Ban Mai (Thai: เทศบาลตำบลบ้านใหม่) bestehend aus Teilen des Tambon Wang Nuea.
- Wang Nuea (Thai: เทศบาลตำบลวังเหนือ) bestehend aus Teilen des Tambon Wang Nuea.

Außerdem gibt es acht „Tambon-Verwaltungsorganisationen“ (องค์การบริหารส่วนตำบล – Tambon Administrative Organizations, TAO)
- Thung Hua (Thai: องค์การบริหารส่วนตำบลทุ่งฮั้ว) bestehend aus dem kompletten Tambon Thung Hua.
- Wang Nuea (Thai: องค์การบริหารส่วนตำบลวังเหนือ) bestehend aus Teilen des Tambon Wang Nuea.
- Wang Tai (Thai: องค์การบริหารส่วนตำบลวังใต้) bestehend aus dem kompletten Tambon Wang Tai.
- Rong Kho (Thai: องค์การบริหารส่วนตำบลร่องเคาะ) bestehend aus dem kompletten Tambon Rong Kho.
- Wang Thong (Thai: องค์การบริหารส่วนตำบลวังทอง) bestehend aus dem kompletten Tambon Wang Thong.
- Wang Sai (Thai: องค์การบริหารส่วนตำบลวังซ้าย) bestehend aus dem kompletten Tambon Wang Sai.
- Wang Kaeo (Thai: องค์การบริหารส่วนตำบลวังแก้ว) bestehend aus dem kompletten Tambon Wang Kaeo.
- Wang Sai Kham (Thai: องค์การบริหารส่วนตำบลวังทรายคำ) bestehend aus dem kompletten Tambon Wang Sai Kham.